# Cornell Cottonmouth
Ne doit pas être confondu avec Cottonmouth ou Cottonmouths de Columbus.
Cottonmouth est un personnage de fiction appartenant à l'univers de Marvel Comics. Créé par Len Wein et George Tuska, il apparait pour la première fois dans le comics Power Man #18 en juin 1974.

## Apparitions dans d'autres médias

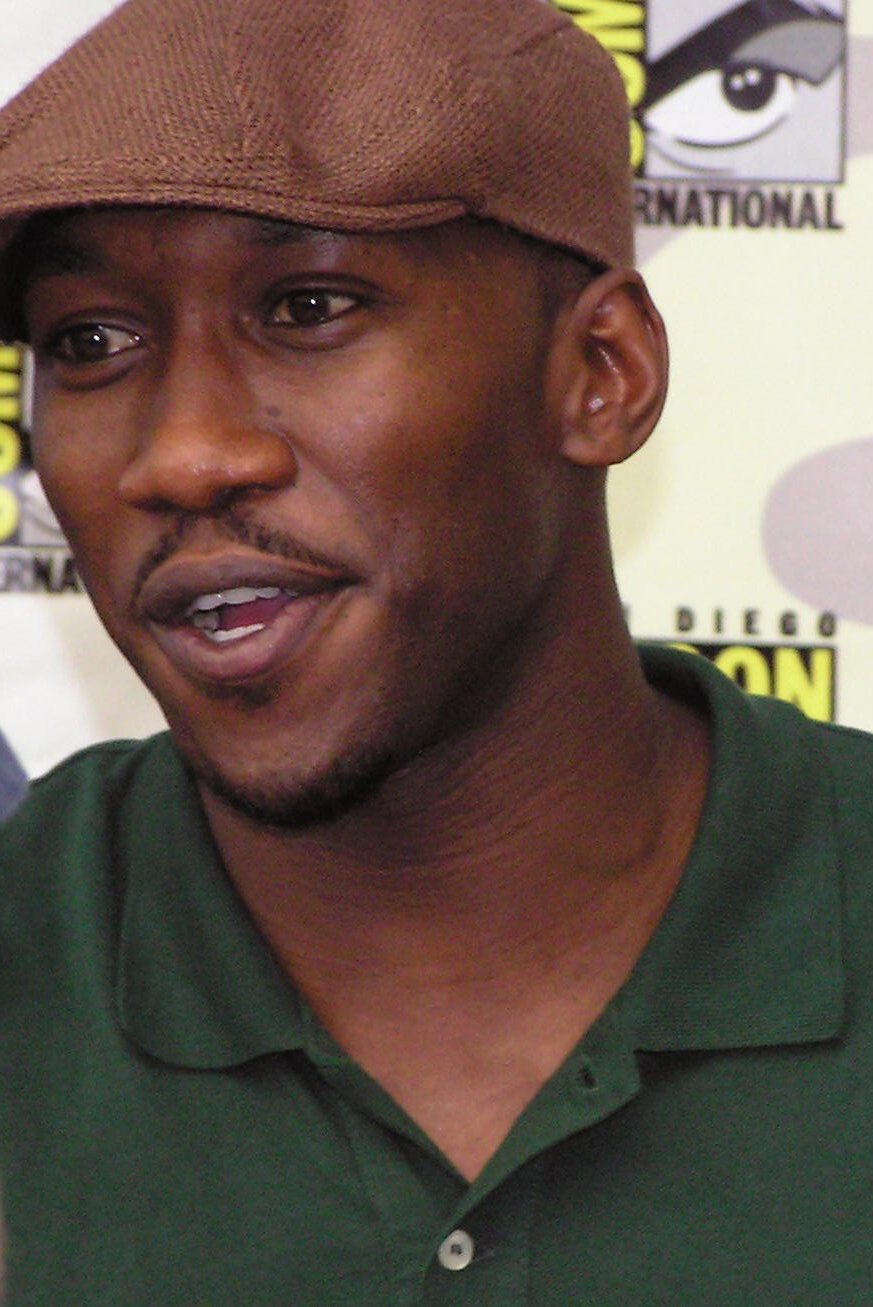
Mahershala Ali incarne Cornell Stokes/Cottonmouth dans Luke Cage (2016)

Sauf indication contraire, les informations mentionnées dans cette section peuvent être confirmées par la base de données cinématographiques IMDb,  présente dans la section « Liens externes ».

### Télévision
Interprété par Mahershala Ali dans l'Univers cinématographique Marvel
- 2016 : Luke Cage (série télévisée) – Cornell Stokes surnommé Cottonmouth lorsqu'il était enfant (surnom qu'il déteste par-dessus tout) est le propriétaire du Harlem's Paradise, un club réputé du quartier d'Harlem. Il est également le caïd de ce quartier et complote avec sa cousine Mariah Dillard afin d'en prendre le contrôle.